# Red Wave
Red Wave: 4 Underground Bands from the USSR (с англ. — «Красная волна: 4 подпольных группы из СССР») — сборный альбом-сплит с композициями четырёх рок-групп СССР: Аквариум, Кино, Алиса, Странные игры, вышедший в 1986 году под лейблом Big Time в Америке и Канаде. Первое издание представляло собой комплект из двух виниловых грампластинок, на которых каждой группе была отведена одна сторона. Переиздан в Европе лейблом Big Time в 1987 на одной пластинке. Переиздан лейблом SNC Records в 1991 году на двух пластинках и в 1994 году на CD.

## Об альбоме
«Приехала американка в Ленинград, заинтересовалась рок-н-роллом, сказала, что сама рок-н-ролльщица. Все рок-н-ролльщики быстро слетелись вокруг неё и начали её доить — чтобы она им привозила гитары и магнитофоны. Потом она, не обидевшись, взяла и выпустила на Западе пластинку этих самых ленинградских рокеров. Добилась чего хотела: гастролирует с московской группой "Центр" по Тюмени и другим далёким городам».
«Red Wave» примечателен тем, что это — первый официальный релиз рок-музыки СССР на Западе. Идея издания пришла к Джоанне Стингрей во время перепалки с подростками в Диснейленде:
Я спросила их мнение о Советском Союзе и услышала, что его надо стереть с лица земли. Тогда я решила доказать всем, что там живут похожие на нас люди и нам всем нужен мир.
Сборник был выпущен в Калифорнии по инициативе Стингрей на независимом австралийском лейбле Big Time тиражом 10 000 экземпляров. Чтобы издать эту музыку на Западе, Стингрей контрабандой вывезла записи групп из СССР.
После официального выпуска «Red Wave» на Западе Стингрей послала по экземпляру тогдашним лидерам США и СССР, Рейгану и Горбачёву, с заявлением, что то, чего они не могут достичь на дипломатическом уровне, успешно получается у рок-музыкантов. После этого Министерство культуры дало распоряжение фирме «Мелодия» срочно выпустить пластинку «Аквариума», чтобы создать для мировой общественности впечатление распространённости и доступности в Советском Союзе альбомов советских рок-групп. В результате «Мелодией» была официально выпущена пластинка — сборник «Аквариума» — т. н. «Белый Альбом», в который вошли записи с альбомов «День Серебра» и «Дети Декабря». Для этой пластинки были использованы студийные записи Андрея Тропилло. В такие же короткие сроки «Мелодией» вскоре были выпущены пластинки «Кино» — «Ночь», «Алиса» — «Энергия» и «Странные Игры» — «Смотри в оба».
Советские рок-группы вскоре получили возможность давать концерты, записывать и выпускать альбомы в других странах, сотрудничать с зарубежными музыкантами. Группа «Кино» совершила в 1988—89 годах турне по Франции, Италии и Дании, «Звуки Му» выпустили в Великобритании альбом Zvuki Mu (продюсер Брайан Ино) и ездили в турне по Англии и США, группа «Круиз» выпустила в Германии альбом «Кruiz» и также гастролировала по Европе.
Альбом получил обзор на американском канале MTV; при этом, по комментарию Бориса Гребенщикова, нигде, кроме самой России, выход пластинки не заметили.
В декабре 1985 года, при участии Джоанны Стингрей, были сняты два видеоклипа на песни группы «Кино» из альбома «Ночь» — «Видели ночь» и «Фильмы» для показа в США, приуроченного к выходу сборника «Red Wave». На них не запечатлён гитарист «Кино» Юрий Каспарян, поскольку в то время он трудился в котельной на улице Салова, отрабатывая смену.
Сборник входит в официальную дискографию группы «Аквариум».
Сплит-сборник дал название телепередачи Red Wave-21, которую в 1990—1993 годах выпускали Стингрэй и деятель русского рока Александр Липницкий.

### Обложка
На обложке изображены лидеры представленных на альбоме групп на фоне храма Василия Блаженного, Гостиницы «Россия» и очереди в Мавзолей Ленина.

## Отзывы критиков
Самая симпатичная из четырёх групп — "Кино". Песни Виктора Цоя показывают, что он отлично переносит дух рок-н-ролла в поп-музыку и пишет сильные стихи. Предоставьте им студию в Лос-Анджелесе и именитого продюсера, и такие песни, как "Город", станут здесь хитами.
 — Кент Волгэмотт, «Lincoln Journal Star».
Если "Странные игры" запишут свои вещи на английском — всё-таки русский сложно назвать самым сладкозвучным в мире, — у них есть все шансы попасть в чарты.
 — Spin.
С одной стороны, эти записи так заряжены и горячи, что на них можно вскипятить самовар. С другой — всё строится на банальных и устаревших идеях. Их песни отстают на несколько лет и звучат предсказуемо.
 — Дэйв Гинголд.
Записанная на простом оборудовании и исполненная на русском языке, музыка "Красной волны" даёт чёткое представление как о масштабах, так и границах влияния западного рока на советскую сцену. Любопытно наблюдать, как смешиваются русские и американские подходы. Перед нами альтернативная культура, которую мы долго не могли разглядеть за разговорами о политической цензуре, разоружении и верхах Политбюро". <...> Это настоящая реальность за окном, а не порядком надоевший эскапизм американской поп-музыки.
 — Лэйн Ламберт.
С появлением гласности четыре официально непризнанные группы контрабандой вывозят свои кассеты, чтобы их услышали здесь, по одной «стороне» от группы. Хотя их невежественные соотечественники считают их сторонниками новой волны, по западным меркам все они довольно скромны: легендарный «Аквариум» играет арт-рок, протеже Аквариума «Кино» — поп, «Алиса» — буги-вуги, а «Странные игры» — ну ладно, ска. Русское гортанное исполнение весьма агрессивно, и кое-где — в первых двух треках «Аквариума», где на фоне гитары или синтезатора звучит слово «рок-н-ролл», как и в «Плохом рок-н-ролле» «Алисы», вы услышите едкие гармонии, которые, я полагаю, славянские. Но самый убедительный сет в целом получился у ребят, играющих ска, и я знаю почему — связь с полькой.
 — Роберт Кристгау.

## Издания[1]
| Регион | Дата | Лейбл            | Формат | Каталог    |
| ------ | ---- | ---------------- | ------ | ---------- |
| США    | 1986 | Big Time Records | LP     | 1-10020    |
| США    | 1986 | Big Time Records | LP     | 10020-1    |
| Канада | 1986 | Big Time Records | LP     | 6008-1B    |
| Европа | 1987 | Big Time Records | LP     | ZL 71331   |
| СССР   | 1991 | SNC Records      | LP     | ME 1827.   |
| СССР   | 1991 | SNC Records      | LP     | ME 1827-30 |
| Россия | 1994 | SNC Records      | CD     | SNC 4018   |

## Список композиций
| №  | Название                                                  | Автор(ы)          | Английское издание                | Длительность |
| -- | --------------------------------------------------------- | ----------------- | --------------------------------- | ------------ |
| 1. | «Пепел»                                                   | Борис Гребенщиков | «Ashes»                           | 3:10         |
| 2. | «Сегодня ночью»                                           | Борис Гребенщиков | «Tonight»                         | 4:36         |
| 3. | «Танцы на грани весны»                                    | Борис Гребенщиков | «Dance on the Edge of the Spring» | 4:25         |
| 4. | «Жажда»                                                   | Борис Гребенщиков | «The Thirst»                      | 3:56         |
| 5. | «Сны о чём-то большем»                                    | Борис Гребенщиков | «Dreams of Something Bigger»      | 4:20         |
| 6. | «Рок-н-ролл мёртв» (Только на LP, приведена не полностью) | Борис Гребенщиков | «Rock’n'Roll is Dead»             | 5:12         |

| №  | Название              | Автор(ы)   | Английское издание      | Длительность |
| -- | --------------------- | ---------- | ----------------------- | ------------ |
| 1. | «Видели ночь»         | Виктор Цой | «Saw a Night»           | 3:04         |
| 2. | «Фильмы»              | Виктор Цой | «Films»                 | 3:32         |
| 3. | «Ночь» (Только на LP) | Виктор Цой | «Night»                 | 5:29         |
| 4. | «Город»               | Виктор Цой | «City»                  | 3:46         |
| 5. | «Проснись»            | Виктор Цой | «Wake up / It’s Love»   | 2:51         |
| 6. | «Троллейбус»          | Виктор Цой | «Streetcar Headed East» | 2:24         |

| №  | Название            | Автор(ы)                             | Английское издание | Длительность |
| -- | ------------------- | ------------------------------------ | ------------------ | ------------ |
| 1. | «Экспериментатор»   | Константин Кинчев, Павел Кондратенко | «Experimentor»     | 4:31         |
| 2. | «Мы вместе»         | Константин Кинчев                    | «We’re Together»   | 2:43         |
| 3. | «Доктор Буги»       | Константин Кинчев, Андрей Шаталин    | «Dr. Boogie»       | 3:49         |
| 4. | «Плохой рок-н-ролл» | Константин Кинчев                    | «Bad Boy»          | 3:21         |
| 5. | «Соковыжиматель»    | Константин Кинчев                    | «Juice Squeezer»   | 3:14         |
| 6. | «Ко мне»            | Константин Кинчев, Павел Кондратенко | «Come to Me»       | 5:01         |

| №  | Название                                                                                | Автор(ы)                      | Английское издание | Длительность |
| -- | --------------------------------------------------------------------------------------- | ----------------------------- | ------------------ | ------------ |
| 1. | «Метаморфозы»                                                                           | Странные игры, Жак Брель      | «Metamorphoses»    | 2:38         |
| 2. | «Хороводная» (опубликована без гитарного вступления и с незавершённым саксофонным соло) | Странные игры, Морис Фомбер   | «Chorovod Song»    | 3:21         |
| 3. | «А телефона нет»                                                                        | Странные игры, Николас Гильен | «No telephone»     | 2:51         |
| 4. | «Эгоцентризм»                                                                           | Странные игры, Раймон Кено    | «Egocentrism»      | 4:29         |
| 5. | «Если ты думаешь»                                                                       | Странные игры, Раймон Кено    | «If You Think»     | 3:54         |
| 6. | «Бумажные цветы» (Только на LP)                                                         | Странные игры, Жан Тардьё     | «Paper Flowers»    | 4:04         |